# Eudorella splendida
Eudorella splendida är en kräftdjursart som beskrevs av John Todd Zimmer 1902. Eudorella splendida ingår i släktet Eudorella och familjen Leuconidae. Inga underarter finns listade i Catalogue of Life.